# Жангизтал
Жангизта́л (каз. Жаңғызтал) — село у складі Тарбагатайського району Східноказахстанської області Казахстану. Входить до складу Жетиаральського сільського округу.
Населення — 141 особа (2021; 216 у 2009, 385 у 1999, 499 у 1989).
Національний склад станом на 1989 рік:
- казахи — 100 %

У радянські часи село мало також назву Жалгизтал.